# استان خوزستان

شهرستان‌های استان خوزستان

خوزستان ()، استانی در جنوب‌غرب ایران است که جنوب آن، در کرانهٔ خلیج فارس قرار دارد. گسترهٔ استان خوزستان، ۶۴٬۰۵۷ کیلومتر مربع است و با جمعیتی برابر با ۴٬۷۱۰٬۵۰۹ نفر (۱۳۹۵ خ.) پنجمین استان پرجمعیت ایران می‌باشد. در سال ۱۳۰۳، مرکز استان خوزستان از شوشتر به اهواز منتقل شد و این شهر تا به امروز، مرکز این استان است.
استان خوزستان در همسایگی خلیج فارس و اروند رود قرار دارد. این استان در جایگاهی راهبردی و ترانزیتی قرار دارد. خوزستان، پس از استان تهران، دارای بالاترین میزان تولید ناخالص در میان استان‌های ایران می‌باشد. از نظر تاریخی، خوزستان یکی از قدیمی‌ترین مناطق قابل سکونت در فلات ایران است که پیشینهٔ زندگی انسان در آن به ۲٬۷۰۰ سال پیش از میلاد مسیح و شکل‌گیری تمدن ایلام در هزارهٔ سوم پیش از میلاد بازمی‌گردد.
خوزستان از شمال با استان لرستان، شمال غرب با استان ایلام از شمال شرق و شرق با استان چهارمحال و بختیاری، از جنوب‌شرقی با استان کهگیلویه و بویراحمد، از جنوب با استان بوشهر و خلیج فارس و از غرب با کشور عراق همسایه است.
استان خوزستان هم‌اکنون دارای ۱۸ نماینده در مجلس شورای اسلامی و ۶ نماینده در مجلس خبرگان رهبری می‌باشد. شرکت ملی مناطق نفت‌خیز جنوب، شرکت ملی حفاری ایران، شرکت فولاد خوزستان، شرکت نورد و لوله اهواز و شرکت نفت و گاز اروندان در استان خوزستان مستقر هستند.

## پیشینه نام
تا پایان شاهنشاهی هخامنشی، تمام سرزمین خوزستان امروزی، با نام «سوزیانا» یا «شوشیانا» نامیده می‌شد، که از نام شهر «سوسا» (Susa) (شوش کنونی)، پایتخت ایلام باستان و یکی از پایتخت‌های هخامنشی، گرفته شده است. بر اساس منابع تاریخی، نام «سوزیانا» تا پایان دوره هخامنشی (حدود ۳۳۰ سال پیش از میلاد مسیح) و حتی در برخی متون یونانی و رومی پس از آن، برای این استان استفاده می‌شد. با ظهور سلسله‌های بعدی مانند اشکانیان و ساسانیان، این نام به‌تدریج کمتر به کار رفت و جای خود را به نام‌های دیگر، از ریشه‌ی کلمه‌ی «هوز» داد.
«هوزی»، نام قومی بوده است غیر سامی، که از خیلی سال‌ها پیش از میلاد مسیح، در جنوب‌غرب ایران، به عنوان بخشی از مردم ایلام باستان (Elam) زندگی می‌کردند، که پایتخت آنها، شهر «سوسا» بوده است. این نام در فارسی باستان به‌صورت Hūjiya آمده که در متون تاریخی بارها مشاهده شده است. واژه‌ی خوزستان، که تا دوره‌ی صفویه، به شکل «هوزستان» بوده است، از دو بخش «خوز» و «ـستان» تشکیل شده و به معنی «سرزمین خوزها» می‌باشد. «ـستان» پسوندی‌ست که به معنای «سرزمین» است، و از نقشه‌ها و سندهای قدیمی‌تر پیداست، کلمه‌ی «خوز»، حالت دگرگون شده‌ی «هوز» می‌باشد.
واژه‌ی «هوزی» در زبان یونانی باستان به شکل «اوزی» (Uxi) ثبت شده و بعدها به‌صورت Khuzi (خوزی)، به زبان فارسی میانه بازگشته است. درصورتی که مردم عربی که پس از هجوم اسلام، در این سرزمین ساکن شدند، تلفظ اصلی نام این قوم، یعنی «هوزی» را حفظ کردند، و آن را به شکل جمع مکسر (اهواز)، برای تمام سرزمین‌های خوزستان امروزی استفاده می کردند.

### نقشه‌های کهن

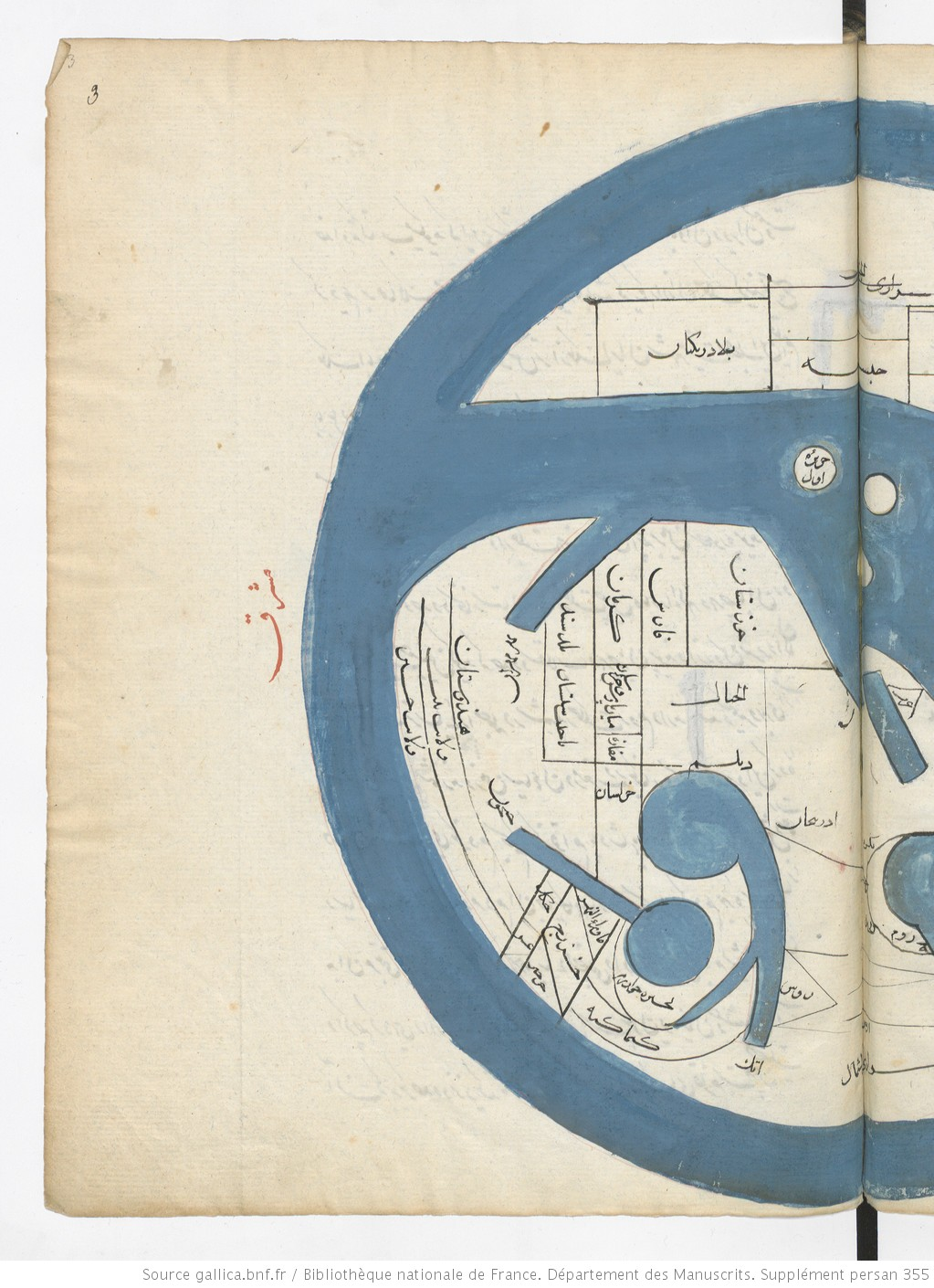
برگی از مسالک‌الممالک از ابواسحاق اصطخری که ۱۱۰۰ سال پیش، به‌نام خوزستان اشاره می‌کند.
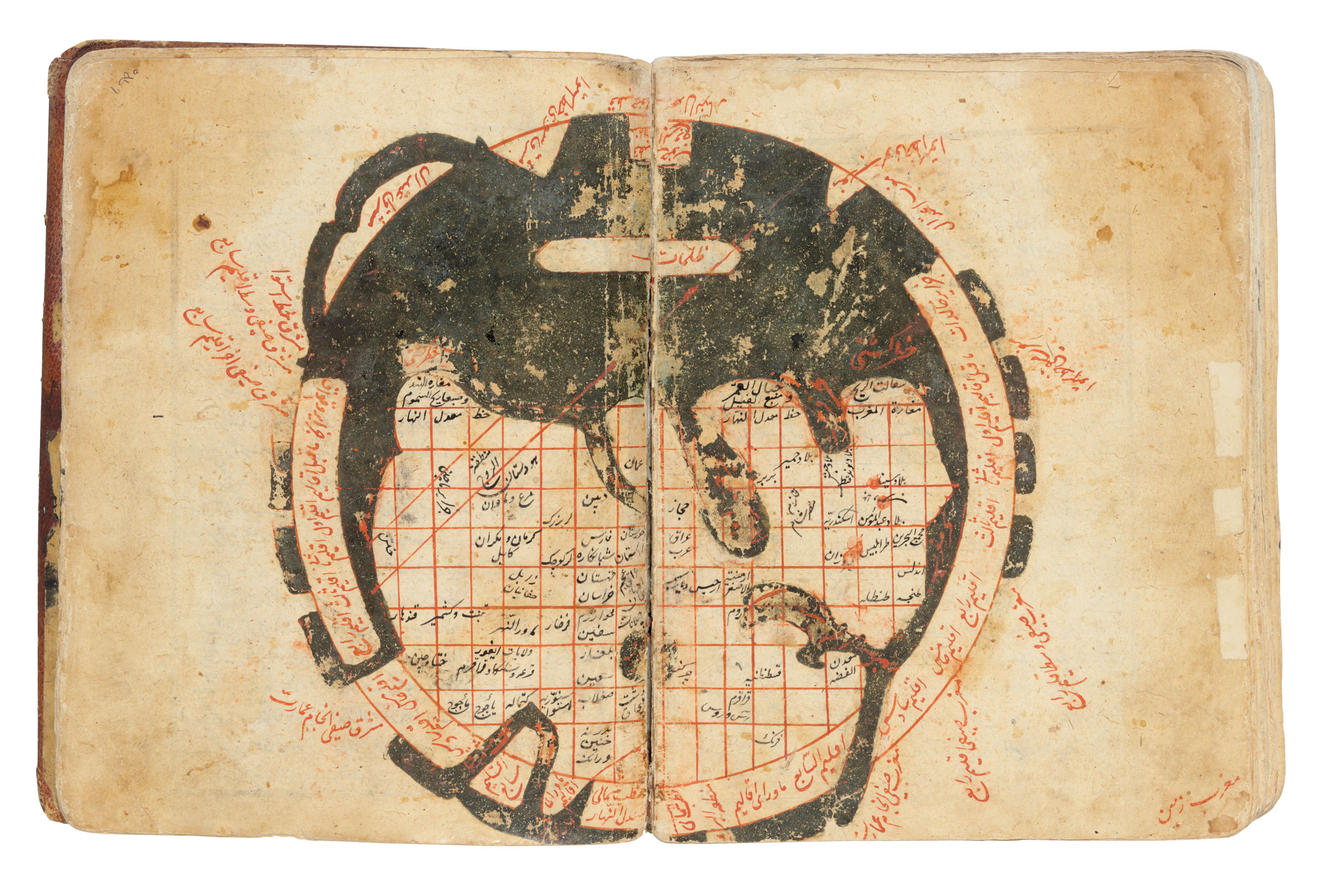
نام خوزستان در نقشه‌ای از حمدالله مستوفی در نسخه‌ای از نزهةالقلوب
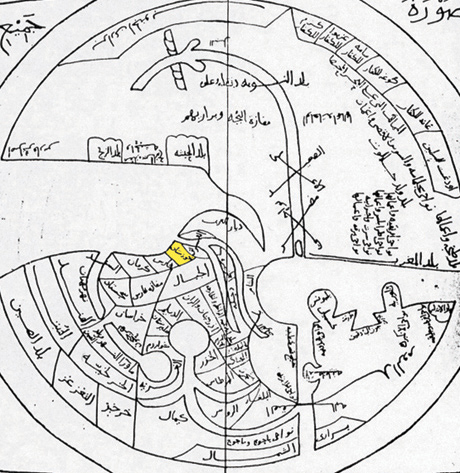
خوزستان در نقشه‌ای اثر ابن‌حوقل (سده چهارم ه‍.ق)
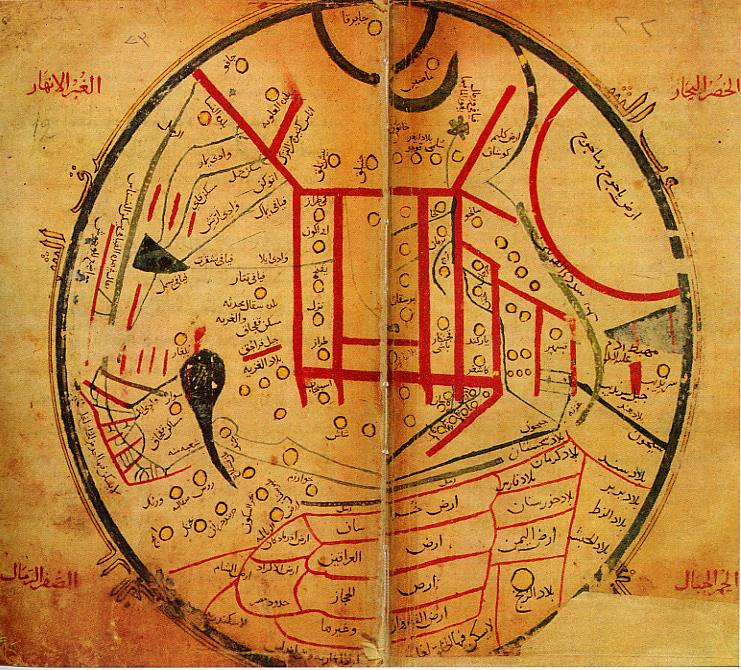
خوزستان در نقشه‌ای اثر محمود کاشغری (سدهٔ ۱۱ م.)
نقشه‌ای از کاتب چلبی، جغرافیدانِ دوره صفویه که نقشهٔ ایران را کشیده و از خوزستان نام برده است.
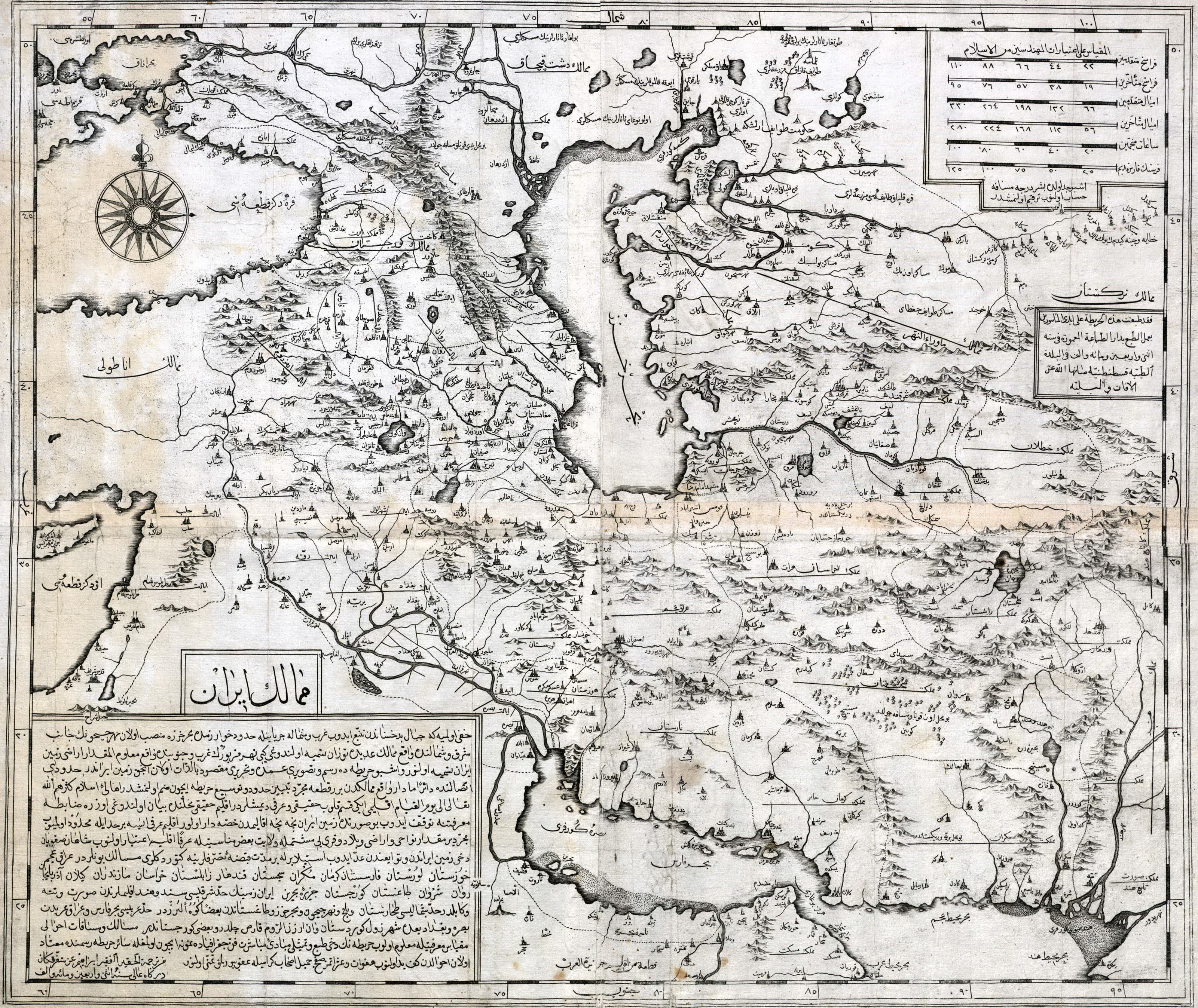
نام هوزستان بر روی نقشهٔ ایران در اواخر دورهٔ صفویان و اوایل دورهٔ پادشاهی افشاریان، ترسیم شده توسط ابراهیم متفرقه
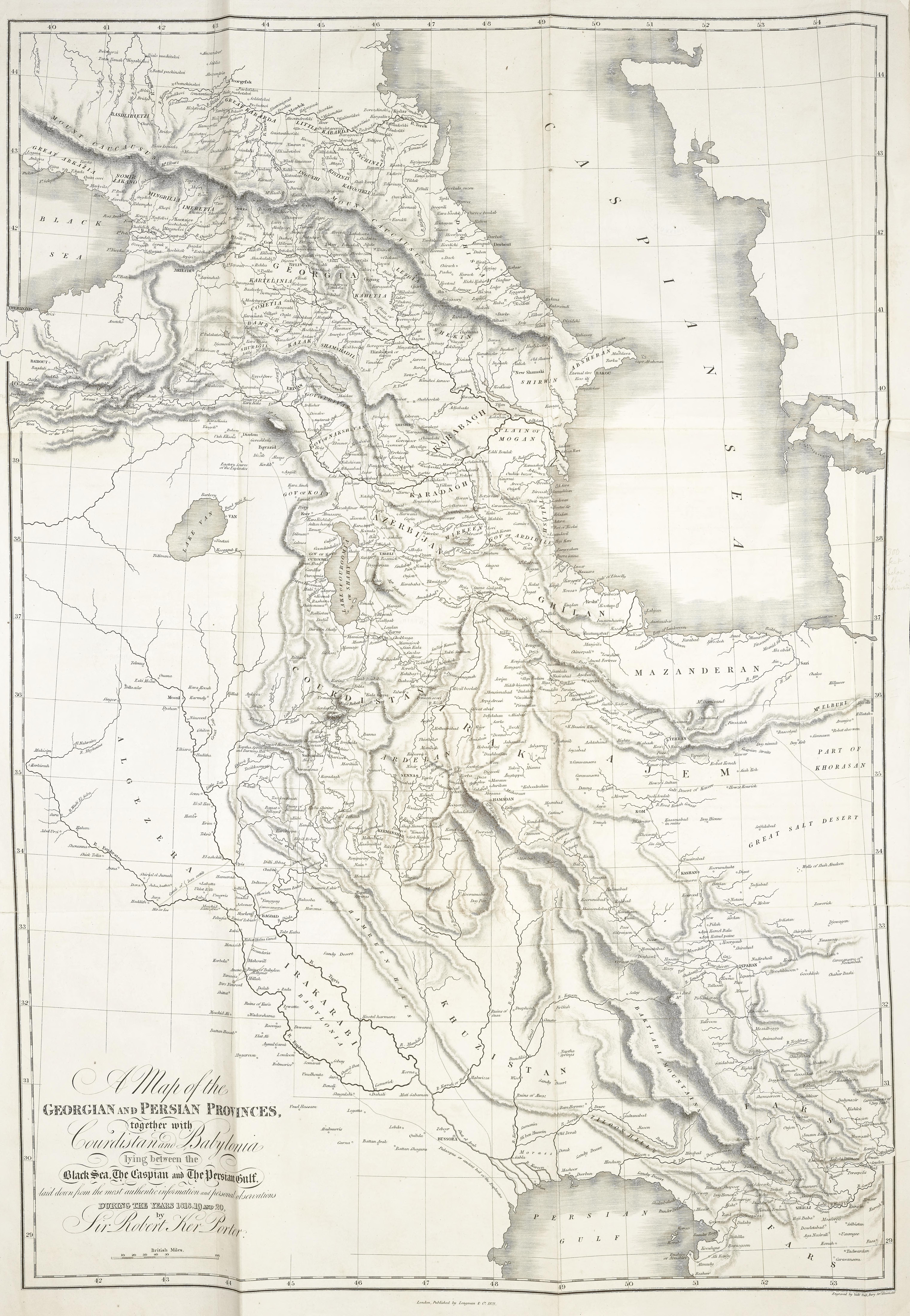
نقشه‌ای از رابرت کر پورتر در سال ۱۲۰۰ خورشیدی که نام خوزستان را ذکر کرده است.

### دوره هخامنشیان
خوزستان (در اصل، هوزستان) یعنی سرزمین مردم هوزی. در سنگ‌نوشته‌های فارسی باستان مربوط به ۲٬۵۰۰ سال پیش، برای نامیدن سرزمین ایلام (یعنی جنوب‌غرب ایران امروز شامل خوزستان امروز) واژه‌های -ʰŪja و -ʰŪvja (اوجیا) به‌کار رفته است. این واژه‌ها ۲۴ بار در سنگ‌نوشته‌های داریوش بزرگ و یک‌بار در سنگ‌نوشته‌ای از خشایارشا ثبت شده است. این واژهٔ -ʰŪja، همان «هوزی» می‌باشد که به مرور زمان، تبدیل به خوزی شده است؛ و در اصل، یک صفت و به معنای «اهل سرزمین ʰŪja و -ʰŪvja» می‌باشد.
استرابون و پلینیوس از خوزستان به اسم اوکسی نام می‌برند. این استان با ایلامیان باستان و شوش کم و بیش مرتبط است. نام اهواز، شوش و هویزه منعکس‌کنندهٔ شهروندان این منطقه در زمان ایلامیان بوده است.

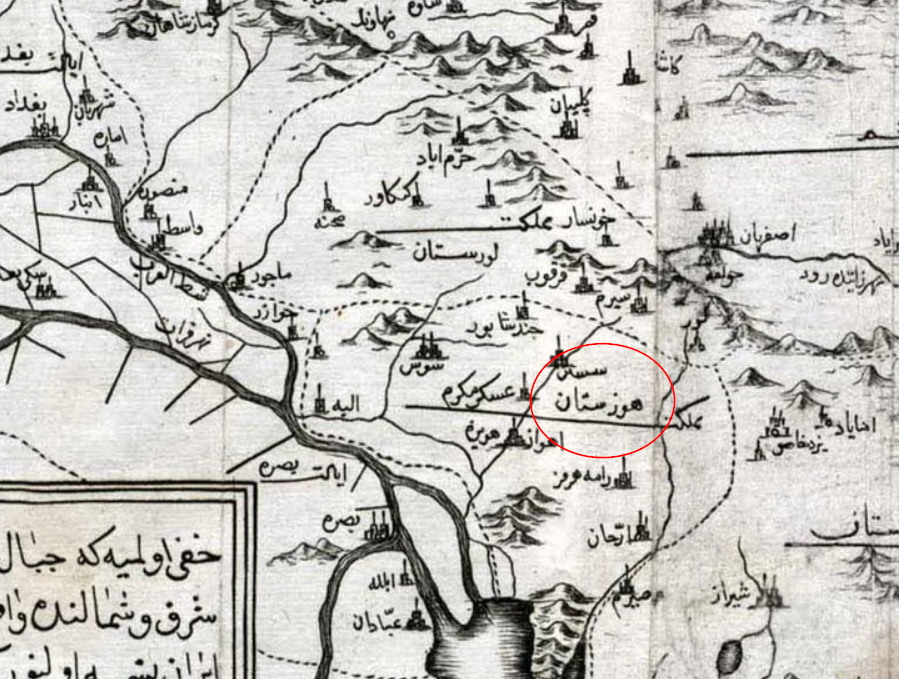
در نقشهٔ ایران مربوط به دورهٔ صفویان، همچنان از نام هوزستان، که بر مکان سکونت هوزی‌ها اشاره دارد، استفاده شده است.

### دوره ساسانیان
نام خوزستان در فارسی میانه (پهلوی ساسانی) و نیز در پارتی (پهلوی اشکانی) به صورت hūğestān (یعنی هوجِستان) یا hūžestān (یعنی هوژِستان) آمده است. سریانی‌ها به آن بت هوزایه می‌گفتند.
بخشی از متنی پارتی بر روی دست‌نویس مانوی M 5569 که از زمان و مکان مرگ مانی می‌گوید و در سدهٔ سوم میلادی (سیصد سال پیش از اسلام) نوشته شده است:
آوانگاری به خطّ فارسی:
پَد چَفار سَخت، شَهرِوَر ماه، شَهرِوَر رُوژ، دُشَمبَت، اود اِیوَندَس ژَمان، اَندَر اَوِستام‌ای هوژِستان، اود شَهرِستان چِ بِیلاپاد، کَذ اَهراماد هُو پِدَر رُوشن …
آوانگاری به خطّ آوانگار بین‌المللی:
 pad čafār saxt šahrewar māh, šahrewar rōž, dōšambat, ud ēwandas žamān, andar awestām ī hūžistān, ud šahrestān če bēlābād, kaδ ahrāmād hō pidar rōšn
برگردان فارسی:
 چهار روز گذشته از شهریورماه، روزِ شهریور، روز دوشنبه، ساعت یازده، در استان خوزستان و در شهر بیلاباد (گندی‌شاپور) که پدر روشنایی (مانی) عروج کرد.

### دوره اسلامی

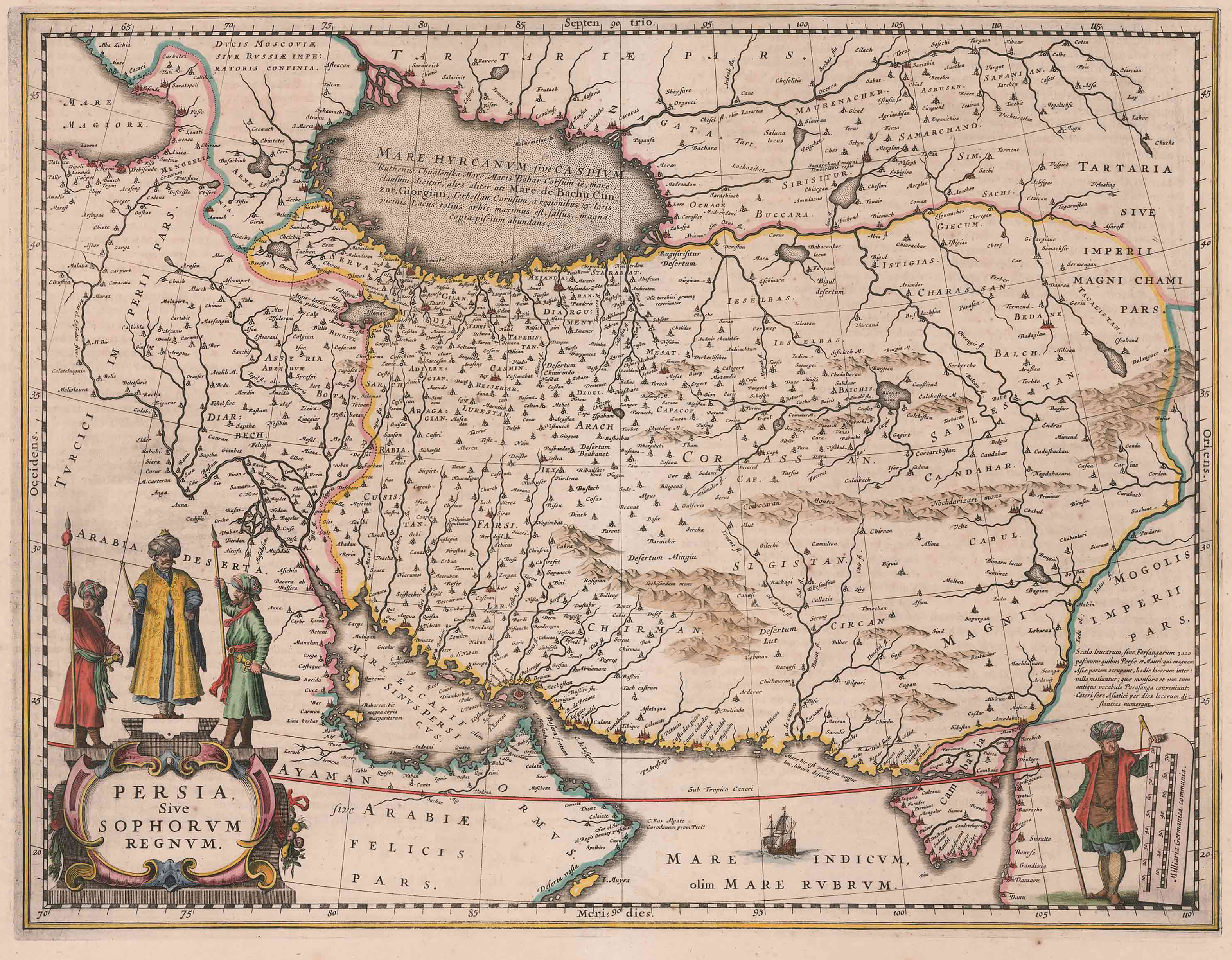
نقشهٔ ایران در دوران صفوی (شاه‌عباس دوم) که دارایِ نامِ خوزستان(cusistan) است. (قسمتِ tan با اندکی فاصله از cusis، سمت راست و پایین‌تر از آن نوشته‌شده است)

به گفتهٔ سوات سوجک در کتاب‌های تاریخ کلاسیک اسلامی، نام این استان، خوزستان بوده است. ابن حوقل جغرافی‌دان سده ۱۰ میلادی در کتاب «صورت‌الارض» در فصلی جداگانه، این استان را همراه با نقشه توصیف می‌کند و یاقوت در سدهٔ ۱۳ میلادی در معجم البلدان جزئیاتی از خوزستان نوشته است.
ریچارد فرای در مورد خوزستان می‌نویسد: «خوزستان استانی ثروتمند و کم‌ارتفاع بود که دستِ کم به هفت کوره تقسیم می‌شد؛ بزرگ‌ترین جز آن هرمزداردشیر یا هرمزدشهر بود که عرب‌ها بدان سوق‌الاهواز می‌گفتند».
واژهٔ خوزستان به معنای سرزمین «خوزها» است و خوز را به صورت‌های «هوز» و «حوز» نیز می‌نوشته‌اند و جمع هوز در زبان عربی اهواز است که نام مرکز استان خوزستان است. ابن خردادبه (متوفای حدود ۳۰۰ ق) خوزستان را با همان اهواز یکی می‌داند و آنجا را سرزمینی وسیع، مشتمل بر هفت کوره برمی‌شمارد که با نام کور الاهواز می‌خواندش.
ابن خردادبه، نظر دیگری دربارهٔ نام اهواز دارد. او نه فقط اهواز بلکه کل موقعیت جغرافیایی خوزستان امروزی را اهواز می‌داند. خوزستان را با همان اهواز یکی می‌داند و آنجا را سرزمینی وسیع، مشتمل بر هفت کوره برمی‌شمارد و به آن اکوار الاهواز می‌گوید. سبب وجود همین هفت کوره در این سرزمین، عضدالدوله دیلمی، آنجا را آب‌وهوا هفت حوزه نام‌گذارده تا آنجا که مقدسی در سده چهارم هجری، از رواج این نام خبر داده و پیروی خود را از آن، اعلام می‌دارد. همچنین او یادآور می‌شود که برخی از این حوزه‌ها از میان رفته است.

#### در نوشته‌های دوران اسلامی

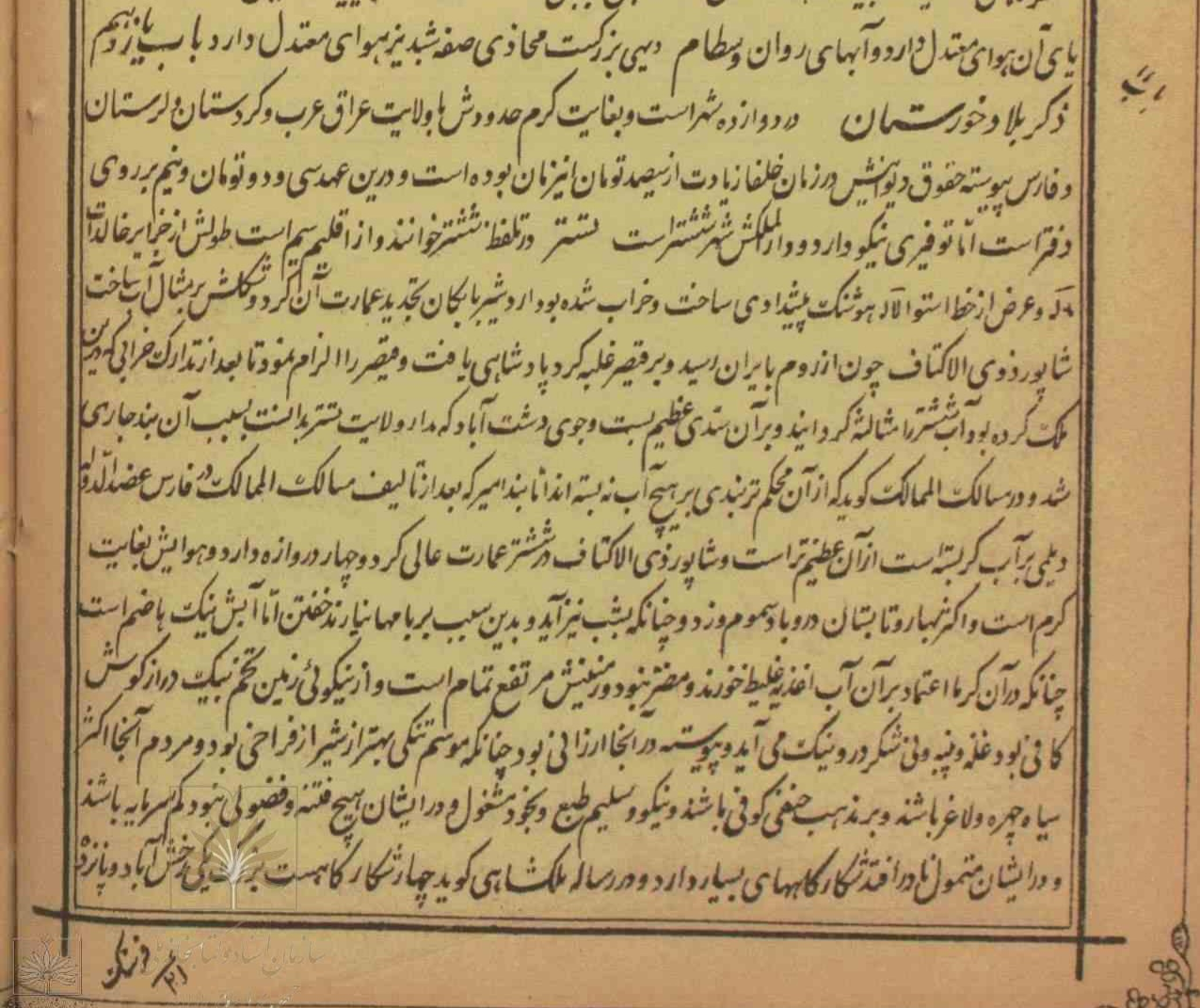
برگی از کتاب نزهه‌القلوب از حمدالله مستوفی نوشته‌شده در سده هشتم قمری که دارای نامِ خوزستان است.

ابوریحان بیرونی در آثارالباقیه و صفحه ۲۵۶ نوشته است: «و قیل آنه بلد من خوزستان؛ و لیس ذلک ببعید، غیر ان قول هرقل ملک الروم، حین هرب من انطاکیة الی قسطنطینیة، و التفت الی الشام و قال: «علیک السلام یا سوریة»، سلام مودع، لا یری آنه یرجع الیها به‌هیچ‌ وجه، دلیل علی ان سورستان هی بلاد الشام.» (ترجمهٔ فارسی:گفته‌شده که (سورستان) بلد و شهری و قسمتی از خوزستان است و این سخن دور از صواب نیست ولی هنگامی که هرقل امپراتور رم هنگامی که از انطاکیه به قسطنطنیه می‌گریخت روی خود را به شام کرده و گفت سلام بر تو‌ای سوریه و این سلام، تودیع و خداحافظی کسی با توست که دیگر به تو بازنمی‌گردد پس گفتار قیصر رم دلیل بر آن است که سورستان شام است)
همچنین در صفحهٔ ۳۶۷:"... فی الثالث و العشرین، ذکران مارجیورجس الشهید، و هو جرجیس المقتول مرارا بألوان العذاب؛ و فی الرابع و العشرین، ذکران مارقوس صاحب الانجیل الثانی؛ و فی الخامس و العشرین، ذکران ایلیا الجاثلیق بخراسان؛ و فی السابع و العشرین، ذکران خریسطفوروس؛ و فی الثلاثین، ذکران شمعون بن صباعی الجاثلیق، المقتول بخوزستان مع من کان معه من النصاری. (ترجمهٔ فارسی: روز بیست و سوم ذکران مارجیورجس شهید است که به انواع عذاب چند مرتبه او را کشتند و روز بیست و چهارم ذکران مارقوس صاحب دومین انجیل است؛ و روز بیست و پنجم ذکران ایلیا جاثلیق خراسان است و روز بیست و هفتم ذکران خریسطفورس است و روز سی‌ام ذکران شمعون صباعی است که در خوزستان جاثلیق نصاری بوده و با دیگر مسیحیان که با او بودند کشته شد.)
ابوسعد سمعانی در ذکر مردم این منطقه و در بیان جغرافیا، بارها به نام‌های خوزستان و اهواز اشاره‌کرده است.
استخری در کتاب المسالک و الممالک، خوزستان را بین فارس و اصفهان و کرخه و لرستان می‌داند.
ابوعبدالله خوارزمی در نیمهٔ دوم سده چهارم ه‍.ق در کتاب مفاتیح‌العلوم از خوزستان و زبانِ خوزی نام برده است.

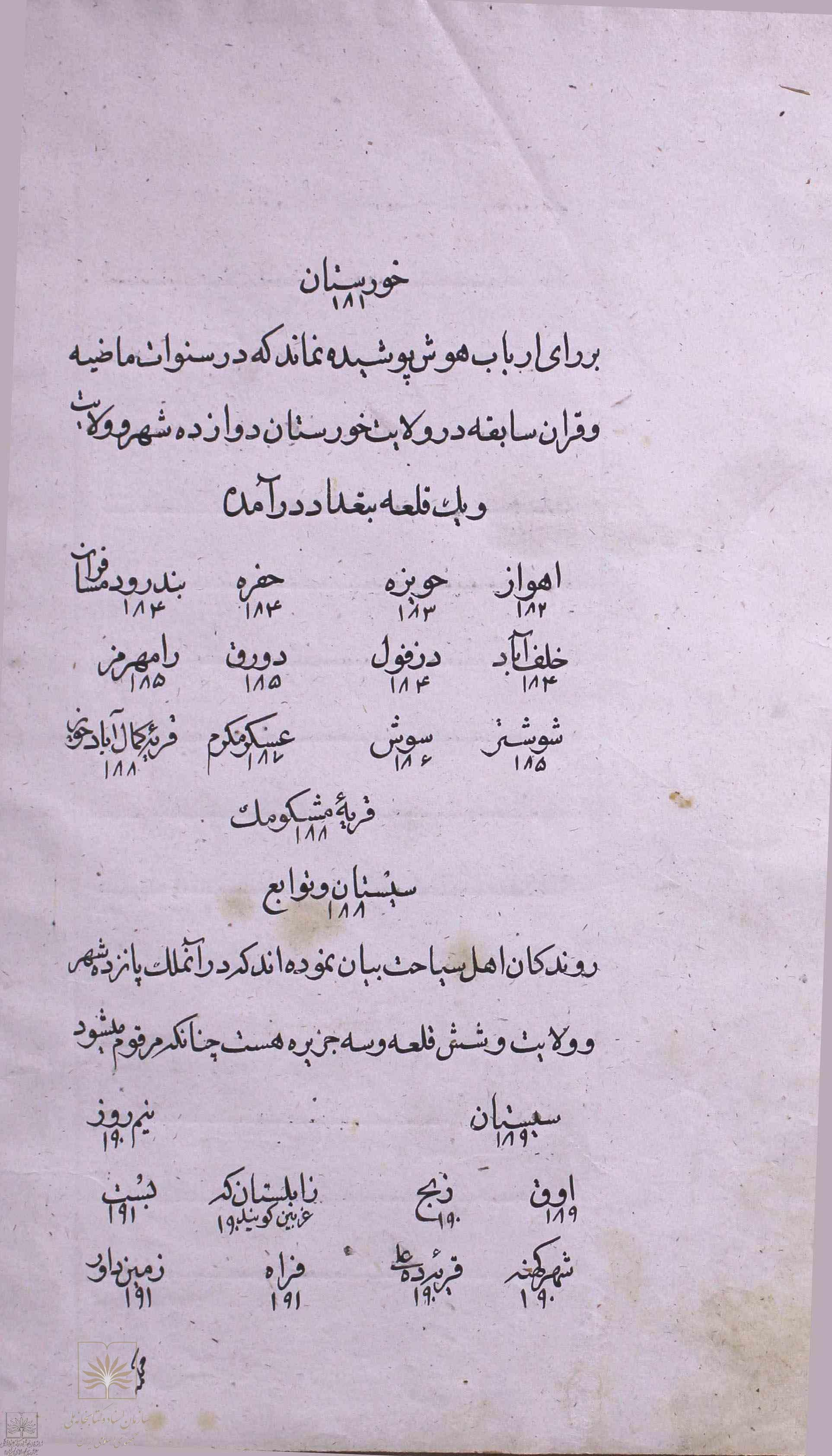
نام خوزستان و اهواز در کتاب اوصاف الامصار از محمدمفید مستوفی بافقی که در زمان صفویان نوشته‌شده است.

در کتاب مروج الذهب (سده چهارم هجری) نیز نام خوزستان به‌کار رفته است.

## جغرافیا
استان خوزستان از شمال و شرق توسط رشته کوه‌های زاگرس احاطه شده است، با حرکت به سمت داخل استان از ارتفاع این کوه‌ها کاسته شده و جای خود را به تپه ماهورها می‌دهد. خوزستان شامل دو منطقه کوهستانی و جلگه‌ای است. دو پنجم کل مساحت این استان کوهستانی و سه پنجم آن جلگه‌ای می‌باشد. کوه چو، زردکوه، شاویش، آب‌بندان، مامازاد، کوه سیاه و کوه چال، ازجمله کوه‌های خوزستان هستند. جلگه خوزستان شیب کمی دارد و در برخی از نقاط آن گنبدهای نمکی موجود است که نقش عمده‌ای در شور کردن زمینها و آب‌ها دارد.

### رودها

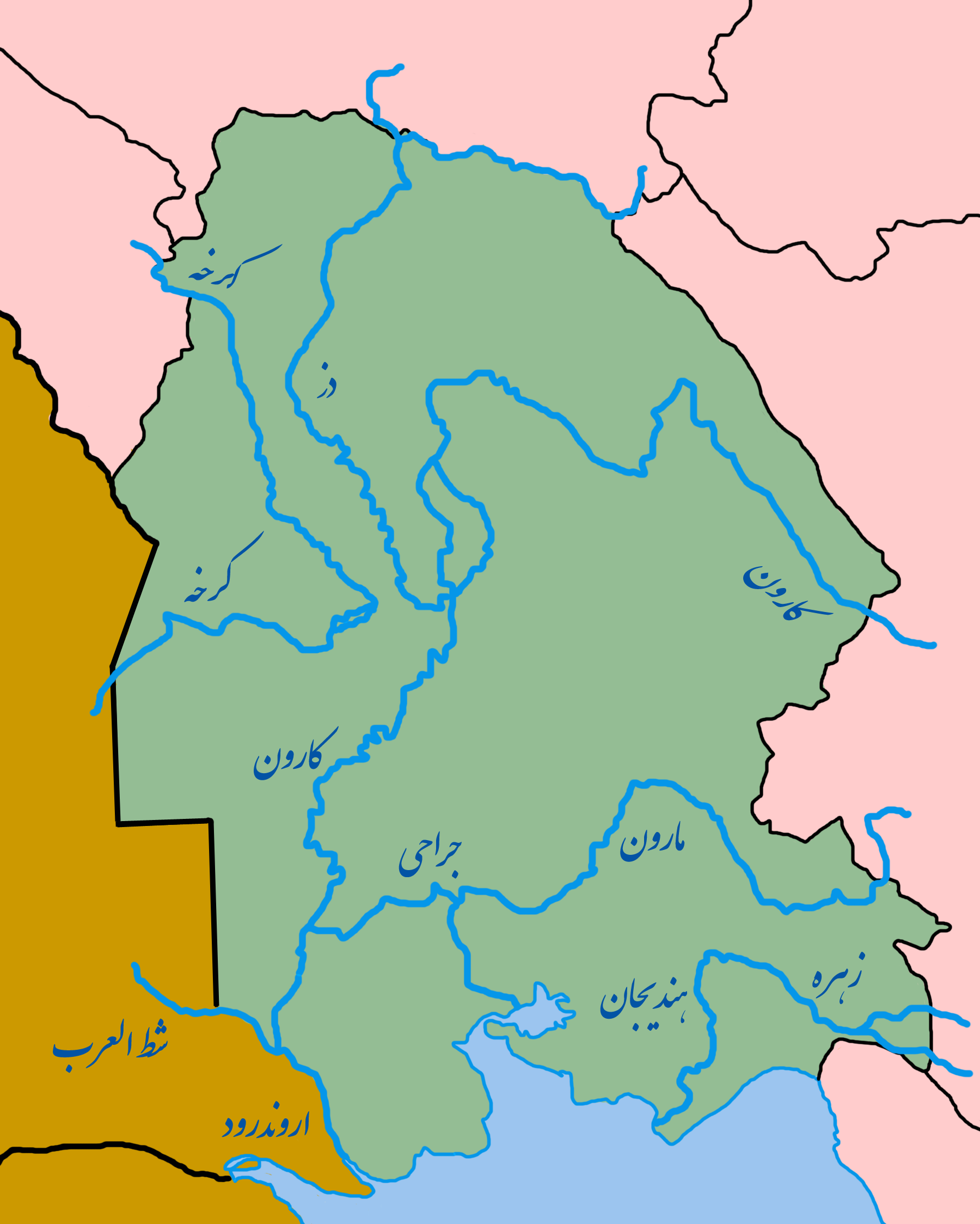
پنج رود بزرگ خوزستان

خوزستان پرآب‌ترین استان ایران است. پنج رود بزرگ که از زاگرس سرچشمه می‌گیرند، زمین‌های جلگه خوزستان را سیراب کرده و به‌طور‌مستقیم یا غیرمستقیم، به خلیج فارس می‌ریزند. کارون بزرگ‌ترین رودخانه ایران است، این رود از کوه‌های زاگرس سرچشمه می‌گیرد. در جنوب شوشتر، رود دز نیز به آن پیوسته و سپس در نزدیکی دهانه‌ی خلیج فارس، به اروندرود می‌ریزد. رود کرخه، سومین رود بلند ایران پس از کارون و سفیدرود است. این رود که از کوه‌های زاگرس سرچشمه می‌گیرد، پس از طی مسیری نزدیک به ۷۵۵ کیلومتر، در جهت جنوب غربی به تالاب هورالعظیم در مرز ایران و عراق می‌ریزد. نام کرخه از شهری در کوره شوش در استان خوزستان به نام کرخا یا کرخه برگرفته‌شده است.
رود دز از زاگرس مرکزی در ۲۰ کیلومتری شمال شرقی بروجرد نزدیکی چهاربره جریان می‌یابد از نزدیکی شهر اندیمشک می‌گذرد و پس از عبور از سد دز اندیمشک، از میان شهر دزفول می‌گذرد و سپس مرز شهرستانهای شوشتر و شوش را می‌سازد. رود دز در جنوب شهر شوشتر در محلی به نام بند قیر به کارون می‌ریزد. این رود با حجم بالای آب در طول تاریخ شریان حیاتی کشاورزی متمرکز در منطقه بوده است. رود مارون از کوه‌های راه باریک، سفید و گل گیلک در ۵۳ کیلومتری شمال غرب یاسوج سرچشمه می‌گیرد پس از تلاقی با رود اعلاء در چم هاشم با نام جراحی به راه خود ادامه می‌دهد و پس از مشروب کردن دشت رامهرمز و رامشیر و در کل پس از پیمودن مسافتی نزدیک به ۴۳۸ کیلومتر به خورموسی و خلیج فارس می‌ریزد. رود هندیجان یا زهره از کهگیلویه سرچشمه می‌گیرد و دو سرشاخه اصلی آن دو رود آب شیرین یا خیرآباد و آب شور یا شولستان است، این رود پس از گذر از هندیجان به خلیج فارس می‌ریزد.

## تاریخ

### دوران باستان
«خوزستان» در دوران باستان، به‌ویژه در دوره هخامنشی به دو ناحیه تقسیم می‌شد: بخش‌های شمال و شمال شرقی که انشان (انزان) نام داشت و کوهستان‌ها و جنگل‌های فراوانی را شامل بود و ناحیه جنوبی که دارای آب و هوای گرم و مرطوب و دشت‌های حاصل‌خیز و جلگه‌ای جنوبی که دارای آب و هوای گرم و مرطوب و دشت‌های حاصل‌خیز و جلگه‌ای سرسبز و پرآب بوده است. بخش‌های جنوبی که «ایلام» نام داشته یادآور تمدن‌های دیرینه خوزستان است و بشدت تحت تأثیر فرهنگ «میان‌رودان» بوده و جغرافیای وسیعی را شامل می‌شده که حد فاصل لرستان و خوزستان و سواحل خلیج فارس امروزی است.
در سال ۵۵۸ پیش از میلاد پادشاهی کوروش بزرگ (کوروش دوم) در انشان (فارس) و خوزستان آغاز شد و پایتخت هخامنشیان به شوش منتقل شد.
«استرابون» جغرافی‌دان عهد باستان، خوزستان را از حاصل‌خیزترین جلگه‌های جهان می‌داند؛ زیرا رودخانه‌های زیادی این دشت را آبیاری می‌کرده که امکان کشاورزی و آبادانی را در این منطقه میسر می‌ساخته است. شاید بر همین اساس بوده که عده‌ای بر این باورند که نام این سرزمین «هند» یا «اند» بوده که به معنی «جایی با آب‌های فراوان» است.
دربارهٔ آبادی مرکز خوزستان در کتاب «احسن التقاسیم فی معرفه الاقالیم» تألیف «ابو عبدالله محمد بن احمد مقدسی» جهانگردی از بیت‌المقدس آمده است:
«شوشتر در همه این سرزمین، خوشتر، استوارتر و مهم‌تر از آن شهری نباشد. نهر به دور آن می‌چرخد نخلستان و باغها آن را فرا گرفته‌اند. بافندگان ماهر پنبه و دیبا در آن بسیارند از همه شهرها برتر است، اضداد را در خود جمع و در نزد جهانیان شهرت دارد؛ و درباره‌اش گفته‌اند آن همچون بهشتی است. باغهایش پر از ترنج و انار خوب، انگور و گلابی عالی و خرما می‌باشد. بهشت، خوزستان است دیبای آن را به مصر وشام می‌برند، مردمش با خوشی عمر می‌گذرانند.»
همچنین در سفرنامه «ابن بطوطه» جهانگرد مراکشی می‌خوانیم:
«سر انجام به شهر تستر (شوشتر) رسیدم که در قلمرو اتابک و سر حد بین دشت وکوهستان است. شهری بزرگ، زیبا، خرم و دارای پالیزهای نیکو و باغهای عالی است این شهر محاسن زیاد و بازارهای معتبر دارد و از شهرهای قدیمی است. در دو طرف رودخانه باغ قرار دارد و محاذی دروازه دسبول مانند بغداد و حله جسری از کشتیهای کوچک درست کرده‌اند، میوه در تستر فراوان است، خیرات و برکات این شهر بسیار و بازارهای آن در خوبی بی‌مانند می‌باشد.»
وجود مراکز علمی و فرهنگی همچون دانشگاه جندی شاپور در این استان دال بر اهمیت و رونق این منطقه است که استادان بزرگ دانش پزشکی را از یونان، مصر، هند و روم گرد هم آورده بوده است. این دانشگاه را ساسانیان بنیان‌گذاردند. این دانشگاه پزشکی که به دستور شاپور اول (۲۴۱–۲۷۱ م) به سبب وجود آب و هوا و طبیعت پربار و مناسب در گندی شاپور ساخته شد. توسط شاپور دوم (ذوالاکتاف) مرمت و بازسازی گشت و در زمان انوشیروان تکمیل و توسعه یافت. دانشمندان و شاعران بزرگی همچون ابونواس حسن بن هانی اهوازی، که از ارکان شعر عرب است، عبداله بن میمون اهوازی، نوبخت اهوازی منجم و فرزندانش، جورجیس پسر بختشوع گندی‌شاپوری و شاعران شیعی، مانند ابن سکیت و دعبل خزائی که با اشعار خود ولایت و امامت را پاس داشته‌اند و زبان به مقاومت گشوده‌اند از همین منطقه برخاسته و در این دیار زندگی می‌کرده‌اند.
در سال ۲۲۴ میلادی، اردوان پنجم به وسیله اردشیر بابکان حاکم فارس (بعدها اردشیر یکم ساسانی) در نبرد هرمزدگان واقع در استان خوزستان کنونی، شکست خورده و کشته می‌شود. طی این رویداد پادشاهی ۴۷۱ ساله اشکانیان پایان می‌پذیرد.

### آغاز اسلام

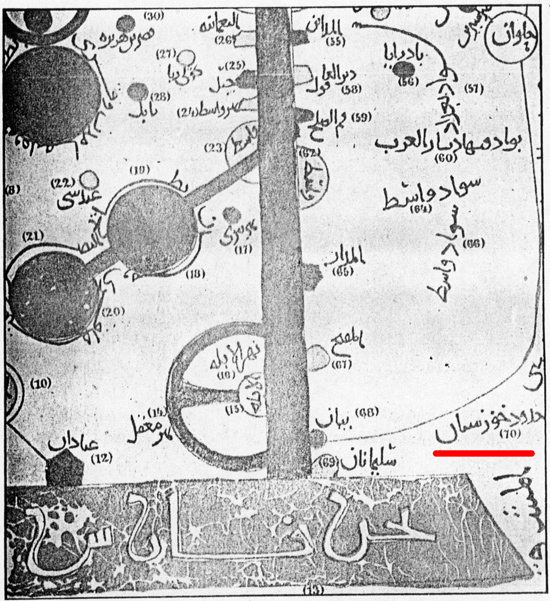
خوزستان در نقشه‌ای از اصطخری (سدهٔ ۱۰م)

والی بصره در اوایل سال ۱۶ مغیره بن شعبه را از طرف خود مأمور فتح بلاد خوزستان کرد و مغیره به آسانی دهقانان ایرانی اهواز را به تسلیم و قبول جزیه واداشت. اما عمر به علت حرکت زشتی که از مغیره روایت کردند او را از حکومت بصره برداشت و ابوموسی اشعری را به جای او فرستاد. ابوموسی دنباله فتوحات پیشینیان خود را گرفت و پس از چند رشته جنگ، بلاد رامهرمز و شوش را فتح‌کرد. اما چون به شوشتر رسید به مقاومت هرمزان والی آنجا که در قلعه شهر متحصن بود برخورد، ناچار از خلیفه کمک خواست و عمر دستور داد که از کوفه عمار بن یاسر با لشگریانی به یاری ابوموسی برود.
هرمزان و ایرانی‌های شوشتر مقاومت‌کردند و لشکر عرب با وجود زیادی بر ایشان پیروزی نیافتند تا آنکه با یاری یک ایرانی بر مقام زنان و اطفال مدافعین راه یافتند و این کیفیت پای هرمزان و اصحاب او را در مقاومت سست کرد و جمعی از ایشان برای آنکه به دست مسلمین نیفتند خود و عزیزان خود را کشتند. سرانجام هرمزان از ابوموسی امان خواست و ابوموسی قبول این تکلیف را به امر خلیفه موکول ساخت و هرمزان را به مدینه فرستاد. هرمزان به ظاهر، پیش خلیفه اسلام آورد و عمر برای او وظیفه‌ای نیر مقرر داشت، اما چون بعدها به شرکت در قتل خلیفه و همدستی با ابولولو متهم شد مسلمین او را کشتند.
پس از تسلیم هرمزان، شوشتر و جندی‌شاپور و بلاد دیگر خوزستان همه مسخر ابوموسی شدند و به این ترتیب فتح قسمت جلگه‌ایِ ایران، بطورکامل به دست مسلمین به انجام رسید.

### نام عربستان در دوره‌ای از تاریخ
به گفته ریچارد فرای به سبب حجم بالای مهاجرت عربهای غرب ایران (به‌ویژه مهاجرت بنی کعب و بنی لام) به جنوب غرب خوزستان، از ابتدای دورهٔ صفویان (از سده ۱۶ تا سده ۱۹ میلادی)، این استان به نام عربستان نامیده شد، تا آنکه در زمان پادشاهی پهلوی، دوباره به‌طور رسمی به نام خوزستان نامگذاری شد و خط پایانی بر هدف‌های تجزیه طلب‌هایی همچون شیخ خزعل شد.

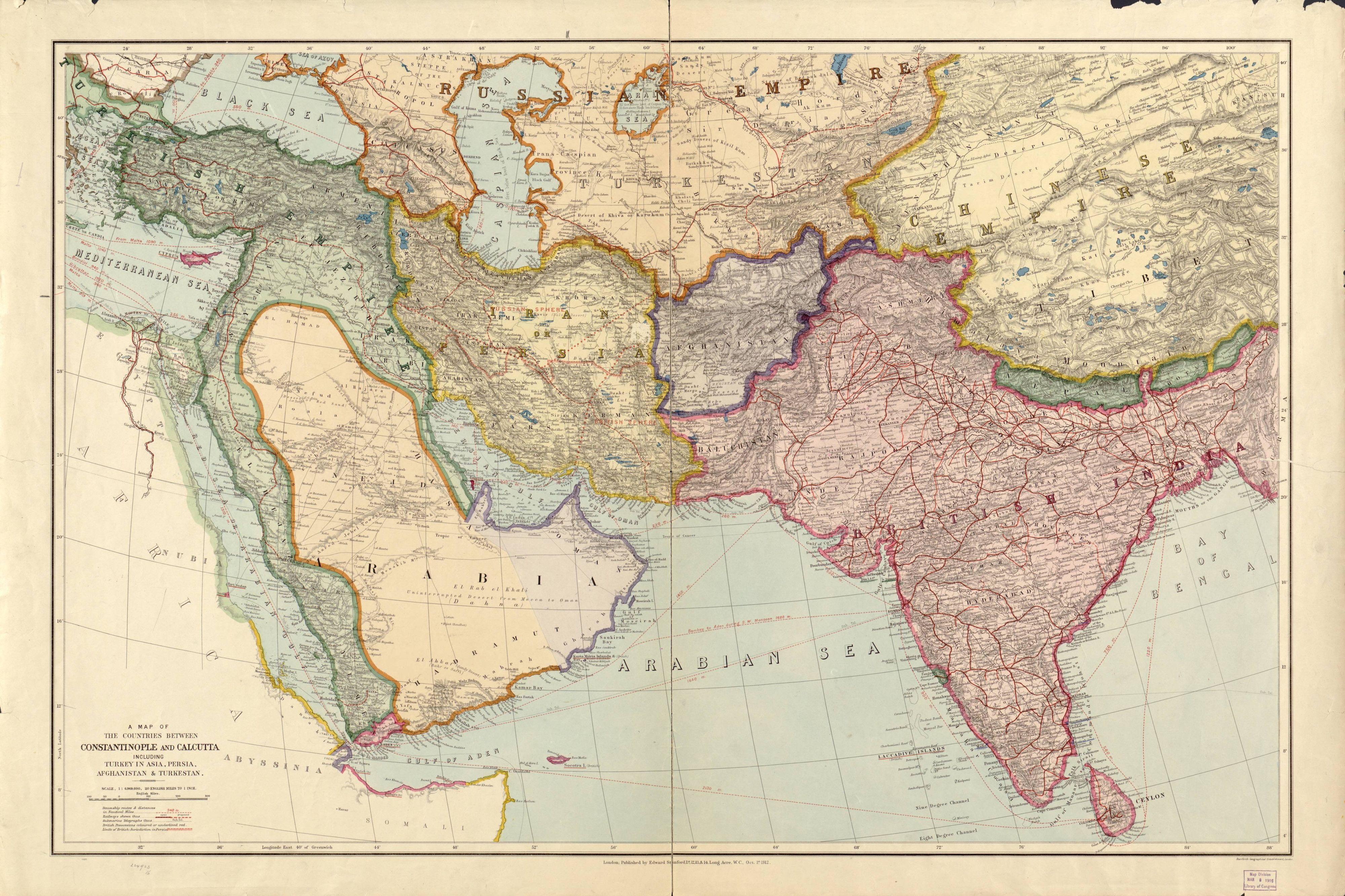
نقشه‌ای در سال ۱۲۹۱ (دوران سلطنت احمدشاه قاجار) که این ناحیه را با نام عربستان شناخته است.

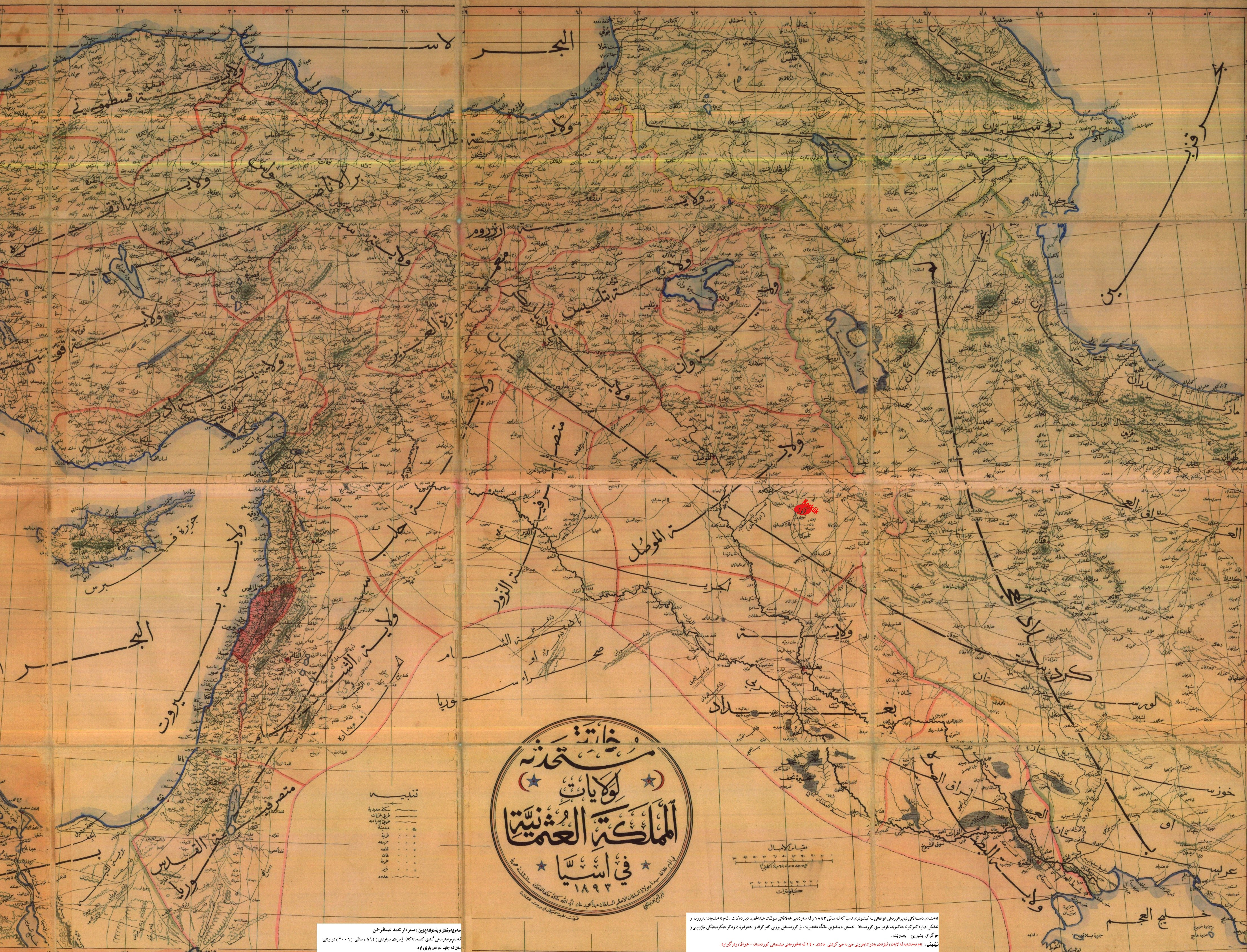
نقشه‌ای از عثمانی در سال ۱۸۹۳ میلادی که هر دو نامِ عربستان و خوزستان را ذکر کرده است.

در اواخر سده ۱۶ میلادی، قبیلهٔ کعب از عراق به جنوب خوزستان مهاجرت کرد؛ و در پی آن، رفته رفته قبیله‌های عرب بیشتری از جنوب عراق به نوار مرزی جنوب غربی خوزستان مهاجرت کردند.
در گویش‌های فارسی باستان و فارسی میانه که در خوزستان و جنوب غربی ایران استفاده می‌شده است (و هنوز می‌شود) «او» به «هو» تغییر شکل داده است؛ مانند «اورمزد» - «هورمزد» و «اوشمند» - «هوشمند» همچنانکه «هورداد و حورداد» را «خرداد» و «خورتات» نیز گفته‌اند. البته تا سال‌های اخیر این اسامی را با حرف (ح) نیز می‌نوشته‌اند. از سوی دیگر «یاقوت حموی» واژه «خوز» را با نام‌های «خوز» و «هوز» و «اهواز» و «هویزه» هم ریشه می‌داند. «اهواز» محرف واژه «آواز» و «اوجا» نیز هست که در کتیبه داریوش بیستون آورده شده و این نام در کتیبه نقش رستم «خواجا» یا «خوجا» حک شده که هزار سال پیش، مرکز حکومت‌نشین استان خوزستان بوده است. پس از هخامنشی، در دوران اشکانی، ساسانی و تمام دوران اسلامی شوشتر مرکز حکومتی خوزستان بوده است. در سال ۱۳۰۳ در پی شیوع بیماری وبا در شوشتر مرکز حکومتی خوزستان به شهر تازه تأسیس اهواز که در ان زمان به نام ناصرالدین شاه ناصریه خوانده می‌شد منتقل شد و تاکنون نیز اهواز است.
«به هر حال به وسیله بیگانگان برای تعمیم نام عربستان و فراموش شدن کلمه خوزستان سعی بسیار به کار رفت. این وضع تا سال ۱۳۰۳ه‍. ش؛ که حکومت مرکزی پیروز شد پس از چندین سال غفلت از امور خوزستان به آن ناحیه توجه کند، باقی بود. در این تاریخ نام عربستان به کلی از فرمانها و مکاتبه‌های دولتی حذف و به {نام قدیمی آن} خوزستان تغییر نام یافت.»
در شاهنامهٔ فردوسی به تصحیح جلال خالقی مطلق از این خطه با نام خوزیان یاد شده است. برای نمونه:
| بشد تیز با لشکر خوزیان |  | برآن سود جستن سرآمد زیان |
| وزان پس بر کشور خوزیان |  | فرستاد بسیار سود و زیان  |
| همی‌رفت تا کشور خوزیان  |  | ز لشکر کسی را نیامد زیان |

«ابن منظور» در سال ۶۹۰ خورشیدی در «لسان العرب» اشاره دارد: و الخوز جیل من الناس، اعجمی معرب، یعنی: «خوز» قوم یا قبیله‌ای از مردم عجم هستند. از سوی دیگر «خوز» را به معنی «شکر» و «نیشکر» نیز معنا می‌کنند، زیرا خاک حاصلخیز و بارور خوزستان، مستعد رشد این گیاه بوده و بهترین نیشکر را حاصل می‌داده است.
در کتاب «مجمع التواریخ و القصص» خوزستان به نام «حجوستان» و «حبوجستان و اجار» آمده است که به نظر می‌آید، برگرفته از فارسی میانه با عناوین «حبوجستان» و حوجستان است. همچنانکه در بعضی از گویش‌های رایج در این استان، «بختیاری‌ها» برای ادای حرف «خ» از «ح» نیز بهره می‌گیرند؛ بنابراین واژگان «اوج»، «هوز»، «هوج»، «حوز» و «خوز» در سیر تحول لفظی با پسوند «ستان» و «اوجستان» به تدریج بر اثر سایش تلفظ، از «هوجستان» به «خوزستان» تغییر یافته است. در متون پارتی نیز واژه هوزستان اشاره به همان نام خوزستان در دوران نوین دارد.

## مردم

### جمعیت‌شناسی
برپایه نتایج نهایی سرشماری عمومی نفوس و مسکن سال ۱۳۹۵، جمعیت استان خوزستان ۴٬۷۱۰٬۵۰۹ نفر بوده است که از این تعداد ۷۵/۵ درصد در مناطق شهری زندگی می‌کردند.

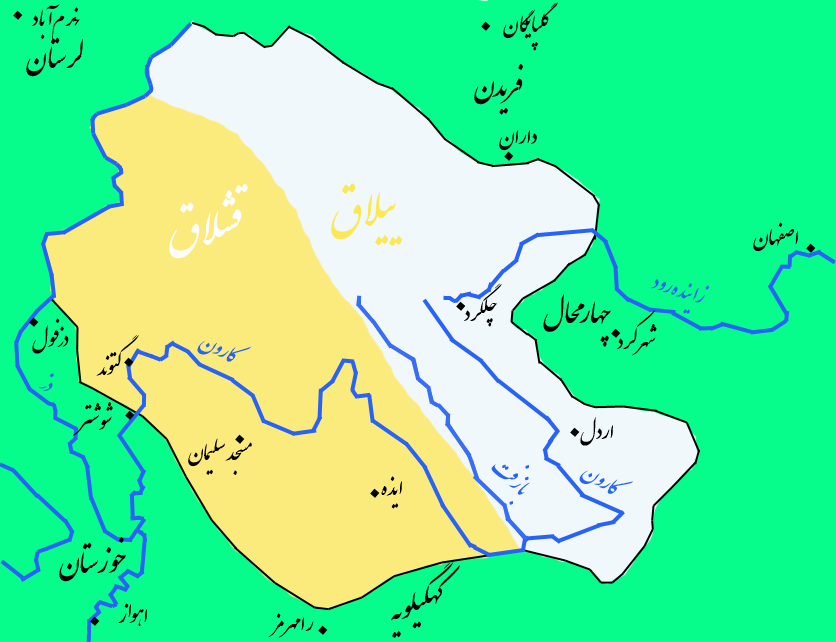
منطقه کوچ عشایر بختیاری، منتشر شده توسط دانشنامه ایرانیکا. ایرانیکا گستره سکونتگاه لرها را از فریدن تا اهواز معرفی می‌کند.

### زبان
زبان‌ها و گویش‌های رایج در استان خوزستان، فارسی، عربی، لری بختیاری، دزفولی، شوشتری، لری شمالی (شامل بالاگریوه‌ای)، لری جنوبی (شامل بهمئی و لیراوی) می‌شوند.

### ترکیب زبانی در خوزستان
تا پیش از جنگ ایران و عراق، تمرکز جمعیت عرب‌زبان‌های خوزستان، بیشتر در شهرهای آبادان، خرمشهر، دشت آزادگان، شادگان، شوش و هویزه بود، اما با شروع جنگ، جنگ‌زدگان عرب‌زبان، به شهرهای امیدیه، ماهشهر و اهواز و شهرک‌های اطراف آنها، نقل مکان‌های گسترده داشته‌اند.
موسسه‌ گلاتولوگ، گویش‌ها و لهجه‌هایی از جمله آبادانی، اهوازی، شوشتری، دزفولی، بهبهانی و رامهرمزی را در دسته فارسی خوزستانی قرار می‌دهد.

در شهرستان بهبهان، گویش بهبهانی و گویش‌های زبان لری نظیر لری بهبهانی (بولی)، لری بندری (زیدونی)، لری کهگیلویه‌ای (طیبی و بهمئی) و لری بویراحمدی، به عنوان زبان مادری صحبت می‌شوند. گویش بهبهانی ارگاتیو است و منابع بسیاری، آن را گویشی از فارسی نو می‌دانند.
لری بختیاری در شهرهای ایذه، مسجدسلیمان، اندیکا، لالی، گتوند، هفتکل، دزفول، شوشتر ،دژپارت، باغملک رامهرمز، شوش، امیدیه و اهواز در کنار سایر زبانها و گویشها حضور گسترده دارند. استان خوزستان محل اسکان قشلاقیِ برخی ایل‌های کوچ‌روی بختیاری است.
دزفولی و شوشتری، هم در میان مردم بومی شهرهای دزفول و شوشتر و هم در مرکز استان و برخی شهرهای دیگر، رواج دارند.
گویش‌هایی نظیر لری اندیمشکی و لری بالاگریوه‌ای، شاخه‌هایی از زبان لری شمالی هستند که اغلب در خوزستان آن را  فِیلی می‌خوانند در شهرستان‌های اندیمشک و شوش و بخش‌هایی از گتوند و دزفول رایج می باشند.
گویش‌های لری جنوبی، به چندین شاخه، ازجمله لری لیراوی، بهمئی، طیبی، کهگیلویه‌ای و ... دسته بندی می‌شوند، که در شهرهای صیدون، رامهرمز، امیدیه، آقاجری، بهبهان، هندیجان، ماهشهر و اهوازساکن هستند. از لرهای جنوبی ساکن در استان خوزستان می‌توان لرهای کهگیلویه‌ای (شامل جاکی) و دسته لیراوی‌ها را نام برد که در این میان، ایل بهمئی جمعیت قابل توجه‌ای دارد. همچنین حیات داوودی و دیگر طایفه‌ها و ایل‌ها نیز در استان حضور دارند. در شهرهای هندیجان و ماهشهر، گویش‌های هندیجانی و ماهشهری رواج دارند که به‌دلیل وجه اشتراک فراوانی که با گویش‌های لری دارند، یکی از گونه‌های آن به‌شمار می‌آیند.
مردم قشقایی نیز، بخشی از جمعیت هفتکل را تشکیل می‌دهند و در مرکز استان نیز حضور دارند. در شهرهای شمالی خوزستان، و همچنین در بندر امام، زبان کردی جنوبی، جزو زبان‌هایی ست که در حدی از اقلیت، رایج می‌باشد. هرچند که بیشترین جمعیت کردزبان در خوزستان، در اهواز حضور دارند، همچنان جزو اقلیت‌ها، شمرده می‌شود. همچنین زبان‌های دیگری در میان گروه‌های قومی کوچکتر در خوزستان رایج هستند، همچون «مندایی نو»، که زبان قوم مندائی یا صابئین می‌باشد و در بعضی از شهرهای استان خوزستان باقی‌مانده است. امروزه بیشتر منداییان به فارسی و شماری از آنها، به زبان‌های دیگر استان خوزستان صحبت می‌کنند.

## وضعیت اجتماعی

### مهاجرت
استان خوزستان بالاترین نرخ مهاجرت به بیرون را در میان استان‌های ایران دارد. بسیاری از مردم خوزستان، بنا به دلایلی همچون آب ناسالم، ریزگردها و هوای نامطبوع، دمای بالای هوا در بیشتر ماه‌های سال و …، به شهرهای شمالی کشور مهاجرت می‌کنند.

## اقتصاد و منابع طبیعی
برداشت خرما در سال ۲۰۲۰ در خوزستان ۵۶۰ هزار تن خرما بود.
برداشت خرما در استان خوزستان(۲۰۲۰)
صادرات خرما از استان خوزستان(۲۰۲۲)
کارخانجات ذوب و فولاد و لوله‌سازی و دیگر محصولات آهنی، ازجمله صنایعی هستند که اثر بسزایی در اقتصاد استان دارند. ازجمله این مجموعه‌ها می‌توان به کارخانه‌های لوله‌سازی خوزستان، گروه ملی صنعتی فولاد ایران، شرکت فولاد خوزستان، نورد کاویان و شرکت نورد و لوله اهواز اشاره کرد.
دمای بالای هوا از یک سو و تمرکز صنایع بزرگ در استان خوزستان از سوی دیگر، باعث شده‌اند که این استان پس از استان تهران بزرگ‌ترین مصرف‌کنندهٔ انرژی در ایران باشد. فشار این وضعیت، که مستقیم آن بر دوش صنعت برق است، تهدیدی برای گسترش و پیشرفت استان خوزستان است. از سوی دیگر، بسیاری از نیروهای متخصص و یا کارآفرین، تمایل به مهاجرت به مناطق خوش آب و هواتر دارند. همچنین افزایش دما تأثیر نامطلوبی بر بخش‌های رفاهی، تفریحی، صنعت و بخصوص کشاورزی دارد که در دراز مدت می‌تواند آثار سوء خود را به رخ استان بکشد. اما بر اساس یک نظریه قدیمی، هر تهدیدی می‌تواند یک فرصت نیز بشمار رود.
گفته می‌شود در طول سال، حدود ۳۰۰ روز هوای آفتابی در ایران وجود دارد که البته این آمار در خوزستان بسیار بیشتر است؛ یعنی استان خوزستان در شمار بهترین مناطق ایران و جهان در زمینه استفاده از پتانسیل انرژی خورشیدی به حساب می‌آید.
نیروگاه‌های حرارتی و گازی استان عبارتند از رامین، زرگان، آبادان، خرمشهر و فجر.
تا چندی پیش قابلیت کشتی‌رانی تجاری در رود کارون تا بندری در شهر اهواز وجود داشت و بخشی از بار ترانزیت تجاری از این راه منتقل می‌شد. اما در پی عدم رسیدگی این کاربرد درحال حاضر منتفی است و کشتی‌رانی تجاری به شکل عملی انجام نمی‌گیرد. بندرهای آبادان و خرمشهر (با دسترسی از رود بهمن‌شیر) و ماهشهر و بندر امام پیش از جنگ ایران و عراق از لحاظ تجاری اهمیت فراوانی داشتند و مجموعهٔ این بنادر با خط آهن خرمشهر-تهران، مسیر پراهمیتی برای حمل و نقل تجاری بود، اما در طول جنگ ایران و عراق، آسیب فراوانی دیدند و به واقع مخروبه و متروکه شدند و امروز با روندی بسیار کُند، به کسری از وضعیت سابق خود نزدیک می‌شوند.
آب فراوان رودهای کارون، کرخه و هندیجان (زهره)، جراحی، مارون، اروندرود و دز که بیشتر جزو پرآب‌ترین رودهای ایران هستند و ساختار جلگه‌ای استان خوزستان، قابلیت بالقوهٔ کشاورزی فراوانی در آن ایجاد کرده است. جدا از کشاورزی سنتی و نیمه مکانیزهٔ محصولات سنتی (مثل برنج، گندم، مرکبات و صیفی‌جات)، نیشکر هم به صورت صنعتی در قالب طرح توسعه نیشکر و صنایع جانبی استان خوزستان در ابعاد جغرافیایی وسیعی کاشته شده و مورد بهره‌برداری قرار می‌گیرد. ازجمله صنایع جانبی قدیمی نیشکر در خوزستان، مجتمع کاغذسازی هفت‌تپه است که از دیرباز با استفاده از ضایعات نیشکر به تولید کاغذ می‌پردازد.

## تقسیمات استانی

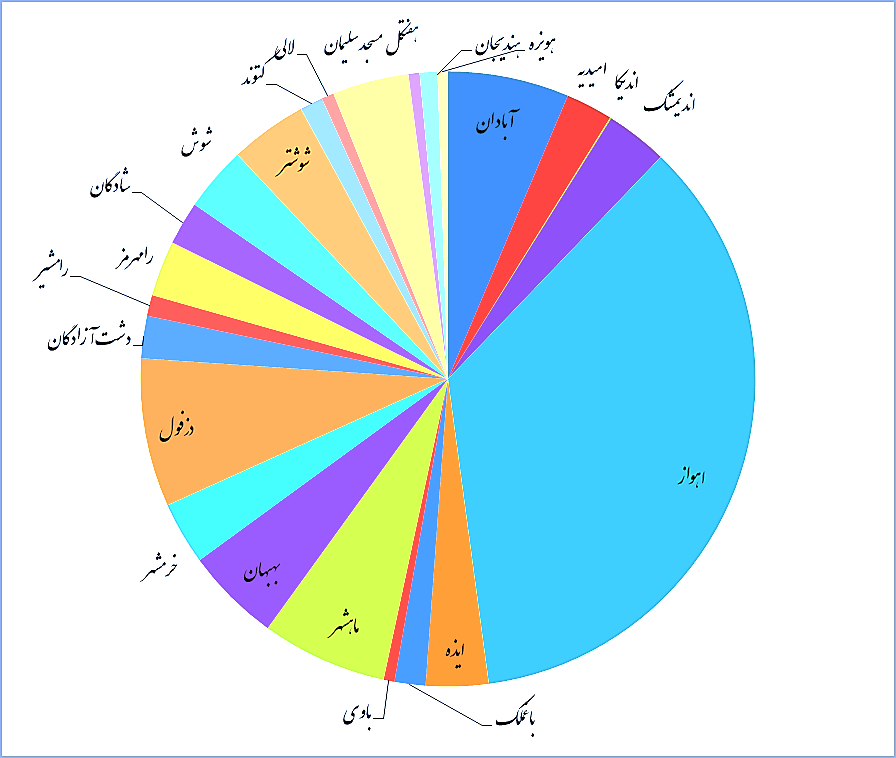
سهم شهرستان‌های استان خوزستان از مجموع ۱۴۰۰۱۱۰۰ میلیون ریال سپرده بانکی در این استان در سال ۱۳۹۱

استان خوزستان دارای ۳۰ شهرستان، ۷۱ بخش، ۱۴۸ دهستان و ۹۰ شهر است.

### استان خوزستان
| ردیف | نام شهرستان | مرکز شهرستان | سال تأسیس | مساحت (Km²) | جدا شده از شهرستان/استان | جمعیت مرکز شهرستان ۱۳۹۵ | جمعیت شهرستان ۱۳۹۵            | زبان / گویش                                                |
| ---- | ----------- | ------------ | --------- | ----------- | ------------------------ | ----------------------- | ----------------------------- | ---------------------------------------------------------- |
| ۱    | اهواز       | اهواز        | ۱۳۱۶      | ۴٬۸۶۴       | شوشتر                    | ۱٬۱۸۴٬۷۸۸ نفر           | ۱٬۳۲۵٬۰۰۰ نفر (بروز شده ۱۴۰۳) | فارسی معیار، بختیاری، عربی، شوشتری، دزفولی، بهمئی، بهبهانی |
| ۲    | بهبهان      | بهبهان       | ۱۳۱۶      | ۲٬۸۸۴       | -                        | ۱۲۲٬۶۰۴ نفر             | ۱۸۰٬۵۹۳ نفر                   | بهبهانی، فارسی معیار، لری لیراوی                           |
| ۳    | خرمشهر      | خرمشهر       | ۱۳۱۶      | ۲٬۲۹۸       | -                        | ۱۳۳٬۰۹۷ نفر             | ۱۷۰٬۹۷۶ نفر                   | عربی، فارسی                                                |
| ۴    | ایذه        | ایذه         | ۱۳۱۹      | ۳٬۷۸۹       | اهواز                    | ۱۱۹٬۳۹۹ نفر             | ۱۷۹٬۵۲۰ نفر                   | بختیاری                                                    |
| ۵    | آبادان      | آبادان       | ۱۳۲۱      | ۲٬۵۳۸       | خرمشهر                   | ۲۳۱٬۴۷۶ نفر             | ۲۹۸٬۰۹۰ نفر                   | فارسی، عربی                                                |
| ۶    | دشت آزادگان | سوسنگرد      | ۱۳۲۳      | ۱٬۹۷۲       | اهواز                    | ۵۱٬۴۳۱ نفر              | ۱۰۷٬۹۸۹ نفر                   | عربی                                                       |
| ۷    | دزفول       | دزفول        | ۱۳۲۵      | ۴٬۶۴۶       | اهواز                    | ۲۶۴٬۷۰۹ نفر             | ۴۴۳٬۹۷۱ نفر                   | دزفولی، بختیاری، عربی                                      |
| ۸    | شوشتر       | شوشتر        | ۱۳۲۶      | ۲٬۴۳۳       |                          | ۱۰۱٬۸۷۸ نفر             | ۱۹۲٬۰۲۸ نفر                   | شوشتری، بختیاری، عربی                                      |
| ۹    | مسجدسلیمان  | مسجدسلیمان   | ۱۳۳۳      | ۲٬۱۷۶       | شوشتر                    | ۱۰۰٬۴۹۷ نفر             | ۱۱۳٬۴۱۹ نفر                   | بختیاری                                                    |
| ۱۰   | رامهرمز     | رامهرمز      | ۱۳۳۷      | ۱٬۸۱۸       |                          | ۷۴٬۲۸۵ نفر              | ۱۱۳٬۷۷۶ نفر                   | رامهرمزی،بختیاری، عربی، بهمئی، ترکی قشقایی                 |
| ۱۱   | بندر ماهشهر | بندر ماهشهر  | ۱۳۳۸      | ۱٬۹۰۸       | خرمشهر                   | ۱۶۲٬۷۹۷ نفر             | ۲۹۶٬۲۷۱ نفر                   | فارسی، عربی                                                |
| ۱۲   | شادگان      | شادگان       | ۱۳۵۸      | ۳٬۵۹۸       | خرمشهر                   | ۴۱٬۷۳۳ نفر              | ۱۳۸٬۴۸۰ نفر                   | عربی                                                       |
| ۱۳   | اندیمشک     | اندیمشک      | ۱۳۵۹      | ۳٬۱۱۶       | دزفول                    | ۱۳۵٬۱۱۶ نفر             | ۱۷۱٬۴۱۲ نفر                   | لری بالاگریوه‌ای                                            |
| ۱۴   | شوش         | شوش          | ۱۳۲۱      | ۴۸۵۱        | شوش                      | ۷۷٫۱۴۸ نفر              | ۳۱۰٫۰۰۰ نفر                   | لری بالاگریوه‌ای، عربی                                      |
| ۱۵   | باغ‌ملک      | باغ‌ملک       | ۱۳۶۹      | ۲٬۲۵۹       | ایذه                     | ۲۶٬۳۴۳ نفر              | ۱۰۵٬۳۸۴ نفر                   | بختیاری و بهمئی                                            |
| ۱۶   | امیدیه      | امیدیه       | ۱۳۷۵      | ۲٬۱۴۸       | بندر ماهشهر              | ۶۷٬۴۲۷ نفر              | ۹۲٬۳۳۵ نفر                    | فارسی، بهمئی، عربی                                         |
| ۱۷   | لالی        | لالی         | ۱۳۸۲      | ۱٬۴۰۰       | مسجدسلیمان               | ۱۸٬۴۷۳ نفر              | ۳۷٬۹۶۳ نفر                    | بختیاری                                                    |
| ۱۸   | هندیجان     | هندیجان      | ۱۳۸۲      | ۳٬۷۸۰       | بندر ماهشهر              | ۲۹٬۰۱۵ نفر              | ۳۸٬۷۶۲ نفر                    | فارسی، لری لیراوی، عربی بندری                              |
| ۱۹   | اندیکا      | قلعه خواجه   | ۱۳۸۴      | ۲٬۳۶۹       | مسجدسلیمان               | ۲٬۴۰۸ نفر               | ۴۷٬۶۲۹ نفر                    | بختیاری                                                    |
| ۲۰   | گتوند       | گتوند        | ۱۳۸۴      | ۹۷۳         | شوشتر                    | ۲۴٬۲۱۶ نفر              | ۶۵٬۴۶۸ نفر                    | بختیاری، لری بالاگریوه‌ای، شوشتری                           |
| ۲۱   | رامشیر      | رامشیر       | ۱۳۸۴      | ۱٬۶۲۰       | رامهرمز                  | ۲۵٬۰۰۹ نفر              | ۵۴٬۰۰۴ نفر                    | عربی، فارسی                                                |
| ۲۲   | هویزه       | هویزه        | ۱۳۸۷      | ۲٬۷۵۷       | دشت آزادگان              | ۱۹٬۴۸۱ نفر              | ۳۸٬۸۸۶ نفر                    | عربی                                                       |
| ۲۳   | هفتکل       | هفتکل        | ۱۳۸۷      | ۱٬۴۳۶       | رامهرمز                  | ۱۵٬۸۰۲ نفر              | ۲۲٬۱۱۹ نفر                    | بختیاری، ترکی قشقایی                                       |
| ۲۴   | باوی        | ملاثانی      | ۱۳۸۹      | ۱٬۳۷۷       | اهواز                    | ۱۷٬۳۳۷ نفر              | ۹۶٬۴۸۴ نفر                    | عربی، شوشتری                                               |
| ۲۵   | کارون       | کوت عبدالله  | ۱۳۹۱      | ۱٬۱۹۷       | اهواز                    | ۵۶٬۲۵۲ نفر              | ۱۰۵٬۸۷۲ نفر                   | عربی                                                       |
| ۲۶   | حمیدیه      | حمیدیه       | ۱۳۹۱      | ۷۷۴         | اهواز                    | ۲۲٬۰۵۷ نفر              | ۵۳٬۷۶۲ نفر                    | عربی                                                       |
| ۲۷   | آغاجاری     | آغاجاری      | ۱۳۹۱      | ۲۹۷         | بهبهان                   | ۱۱٬۹۱۲ نفر              | ۱۷٬۴۶۵ نفر                    | فارسی، لری لیراوی، عربی                                    |
| ۲۸   | کرخه        | الوان        | ۱۳۹۹      |             | شوش                      | ۶٬۸۶۰ نفر               | ۶۹٬۳۳۱ نفر                    | عربی                                                       |
| ۲۹   | دزپارت      | دهدز         | ۱۴۰۰      |             | ایذه                     | ۵٬۴۹۰ نفر               | ۱۹٬۳۲۱ نفر                    | بختیاری                                                    |
| ۳۰   | صیدون       | صیدون        | ۱۴۰۱      |             | باغملک                   | ۷٬۶۵۰ نفر               | ۲۲٬۲۴۶ نفر                    | بهمئی                                                      |

### جزایر خوزستان
خوزستان دارای چند جزیره است که ازجمله آن‌ها می‌توان به جزیره بونه و جزیره دارا که به آن‌ها دیره و بنه هم می‌گویند و همچنین به جزیره قبر ناخدا، جزیره آبادان و جزیره مینو اشاره کرد.

## خوزستان در جنگ ایران و عراق
این استان از ۳۱ شهریور ۱۳۵۹ تا واپسین روز جنگ ایران و عراق همواره صحنه عملیاتهای گوناگون ایران برای بازپس‌گیری مناطق اشغال شده توسط نیروهای ارتش عراق بود. در آغاز جنگ شهرهایی چون آبادان، سوسنگرد، بستان، دزفول، اندیمشک، خرمشهر، و اهواز که مرکز استان بود، بارها هدف حملات موشکی و توپخانه ارتش عراق قرار داشتند.
خوزستان ازجمله استان‌هایی است که در طول جنگ ایران و عراق دچار آسیب و خسارت فراوانی شد. اشغال طولانی‌مدت برخی مناطق استان، موشک‌باران دایمی برخی شهرها و حملات هوایی و زمینی به شهرهای دزفول، بستان، هویزه، سوسنگرد، اهواز، شوش، شوشتر، شادگان، اندیمشک و بسیاری از مناطق دیگر، باعث آسیب‌های فراوان به سرمایه‌های طبیعی و انسانی و زیرساخت‌های فرهنگی، اجتماعی و اقتصادی آن شد.

## باستان‌شناسی
- چغازنبیل ثبت شده در فهرست آثار میراث جهانی یونسکو
- سازه‌های آبی شوشتر (مجموعه آبشارها، آسیابها، پل‌ها و سدهای باستانی) ثبت شده در فهرست آثار میراث جهانی یونسکو
- قلعه سلاسل (شوشتر)
  - معبد بردنشانده (مسجدسلیمان)
  - صفه سر مسجد (مسجدسلیمان)
- کاخ آپادانا (شوش)
- بند میزان (شوشتر)
- پل بند لشکر (شوشتر)
- مسجد جامع شوشتر
- آرامگاه دانیال نبی (شوش)
- قلعه شوش
- برج کلاه فرنگی شوشتر (شوشتر)
- پل بند شادروان (شوشتر)
- آرامگاه یعقوب لیث

- خانه تیزنو (دزفول)
- حمام شاه رکن الدین (دزفول)
- حمام کرناسیان (دزفول)
- خانه سوزنگر (دزفول)
- پل قدیم (دزفول) (با ۱۷ سده سابقه)[۹۱]
- الیماییس
- ارجان (بهبهان)
- تپهٔ چغا در گتوند
- آتشگاه مسجدسلیمان
- شیرهای سنگی بختیاری

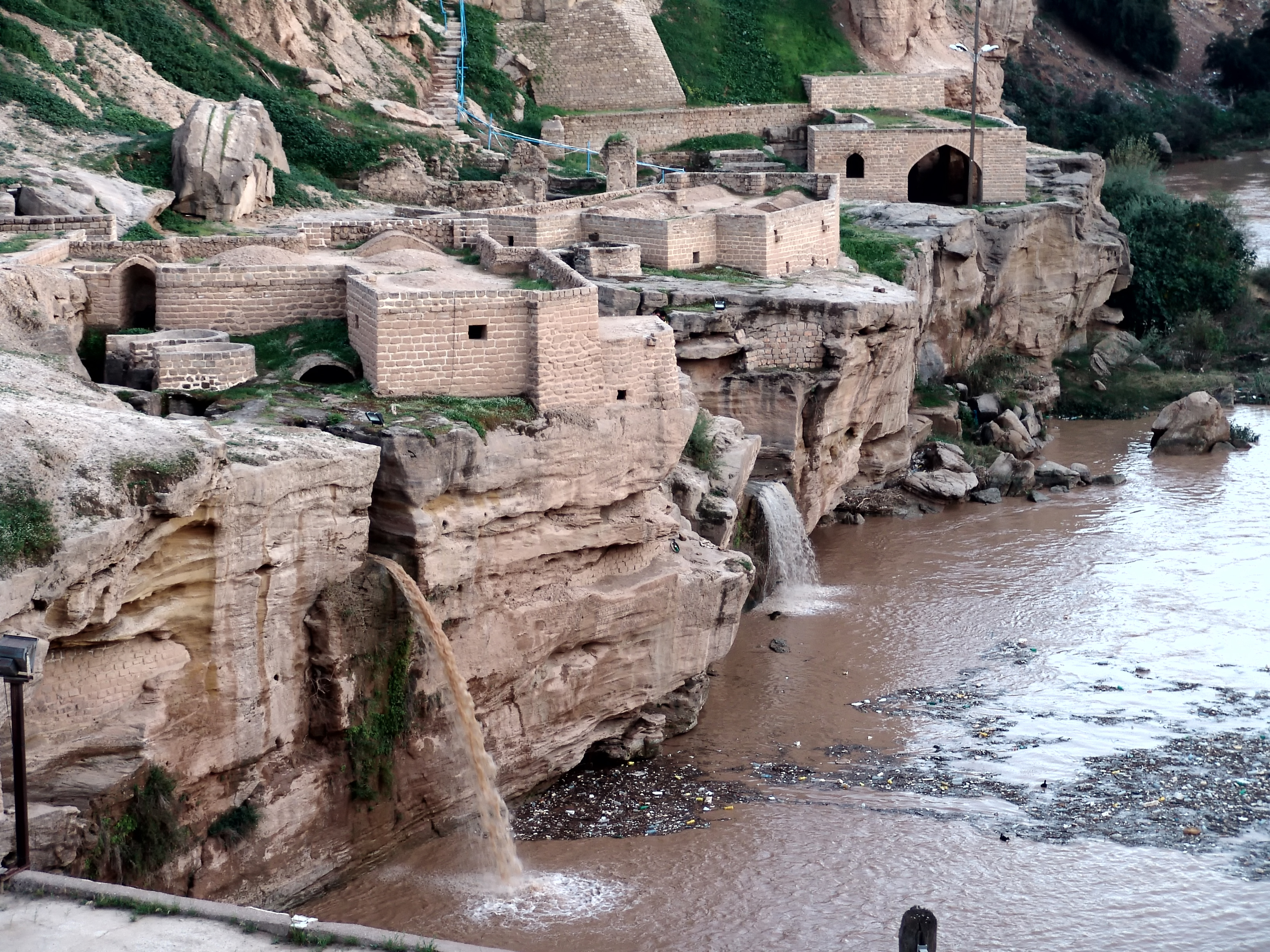
آسیاب‌ها و آبشارها. بخشی از سازه‌های آبی شوشتر

- شهر باستانی ایذه (آیاپیر، آنزان، انشان، مالمیر)
- منطقه باستانی کول فرح (ایذه)
- منطقه باستانی اشکفت سلمان (ایذه)
- کلیسای ارامنه (آبادان)
- مسجد رنگونی‌ها (آبادان)
- موزه آبادان
- سینما تاج آبادان
- خانه بچاری (آبادان)
- اسکله بحرکان (هندیجان)
- رود هندیجان (هندیجان)
- دهنو (هندیجان)
- محوطه چنگا (اندیکا)
- بردگوری‌های باغات کتک (اندیکا)
- تشکوه (رامهرمز)
- عمارت صمیمی (رامهرمز)
- غارهای تاریخی ستلون و آسیاب آبی کوچک سرچشمه در ابوالفارس رامهرمز
- قلعه دا و دختر (رامهرمز)

## وضعیت اقتصادی
در جریان سفر محمدباقر قالیباف به خوزستان، نمایندگان این استان گزارش‌هایی از مشکلات این منطقه دادند که نشان‌دهنده بحران آب، بیکاری گسترده و وجود طرح‌های نیمه تمام بزرگ در استان خوزستان است. بر اساس گزارشی که روز ۱۵ شهریور ۱۳۹۹ منتشر شد، رئیس مجلس در نشست پایانی سفر گفت با وجود اینکه ۳۰ درصد منابع آبی ایران در استان خوزستان هستند، «۷۰۰ روستای این استان با تنش آبی» مواجه هستند. حبیب آقاجری، نماینده ماهشهر نیز در این نشست گفت که با وجود صنایع بزرگی که در این منطقه وجود دارد، «نرخ بیکاری این منطقه حدود ۲۵ درصد است». او همچنین از بحران آب و حاشیه‌نشینی به عنوان دیگر مشکلات این منطقه نام برده و گفت: «بیشترین پول و منابع اعتباری در حوزه انتخابیه من است، اما گردش پول در تهران است».
بحران آب روستاهای خوزستان در طول سال ۱۳۹۸ بارها مطرح شد و برخی نمایندگان مجلس از وجود بحران آب در ۸۰۰ روستای این استان خبر داده بودند. در خردادماه ۱۳۹۸، شهروندان بخش غیزانیه در ۴۵ کیلومتری اهواز در اعتراض به این وضعیت تجمع کردند که با برخورد نیروی انتظامی مواجه شدند. محمد مولوی، نماینده آبادان گفت که شرایط نامناسب زندگی در این استان باعث شده که ۲۰۰ هزار نفر از استان خوزستان به سایر مناطق کوچ کنند. در شهریور سال ۱۳۹۷ پروانه سلحشوری، نماینده تهران خبر داد که در «چند سال اخیر»، حدود ۴۰۰ هزار نفر از این استان به شهرهای شمالی ایران مهاجرت کرده‌اند. ابراهیم متینیان، نماینده رامهرمز و رامشیر در مجلس نیز در این نشست گفت که طرح ۵۵۰ هزار هکتاری به «موضوع سیاسی» تبدیل شده و «بطورعمد اجرایی نمی‌شود».
اشاره این نماینده به مجلس به طرح ۵۵۰ هزار هکتاری به طرحی بازمی‌گردد که سال ۱۳۷۵ و در جریان سفر علی خامنه‌ای به استان خوزستان مصوب شد. در این طرح ابتدا قرار بود برای توسعه کشاورزی در ۸۰۰ هزار هکتار از زمین‌های استان‌های خوزستان و ایلام برنامه‌ریزی شود ولی پس از مدتی اعلام شد که این طرح در ۵۵۰ هزار هکتار از این زمین‌ها اجرایی می‌شود. با وجود گذشت بیش از ۱۴ سال از تصویب این طرح، هنوز سرنوشت نهایی این طرح و زمان اجرای کامل آن مشخص نیست.

## صنعت برق در استان خوزستان
تاریخ برق در استان خوزستان با فوران اولین چاه نفت در این استان ارتباط مستقیم دارد. در ساعت چهار صبح روز پنجم خرداد ۱۲۸۷ با فوران نفت از چاه شماره یک در مسجدسلیمان، نخستین اکتشاف نفت در خاورمیانه به وقوع پیوست وحیات اقتصادی و اجتماعی ایران را به کلی دگرگون کرد. در سال ۱۲۹۰ یعنی ۳ سال پس از فوران نفت از چاه میدان نفتون مسجد سلیمان، پالایشگاه آبادان ساخته شد.
برای فراهم‌آوری برق مورد نیاز جهت انتقال نفت از مسجد سلیمان به پالایشگاه نفت آبادان از طریق تلمبه خانه‌ای در منطقه تمبی واقع در مسجدسلیمان یک نیروگاه بخار با قدرت ۶۰۰ کیلووات ساخته شد. این نیروگاه علاوه بر برق تلمبه خانه، روشنایی تأسیسات و معابر، برق موردنیاز برخی بخش‌های شهررا نیز فراهم می‌کرد. به این ترتیب می‌توان گفت که صنعت برق در استان خوزستان تاریخی به بلندی تاریخ کشف نفت دارد و همزمان با گسترش صنایع مرتبط با نفت، صنعت برق نیز به عنوان یک زیرساخت ضروری گسترش و توسعه یافت و از حالت یک کالای لوکس جهت فراهم‌کردن روشنایی خانه‌های بزرگان و اشراف خارج شد و ماهیتی زیربنایی و خدماتی به خود گرفت. از آن زمان تاکنون صنعت برق در استان خوزستان دوران بسیار پر فراز و نشیبی را طی کرده است.

### برق در اهواز
حاج میرزا حسین خان موقر بوشهری که از تجار بزرگ در حدود سال‌های ۱۳۰۸ شمرده می‌شد و صاحب چندین کشتی تجاری نیز بود برای فراهم‌آوری برق کارخانه یخ تازه احداثش، از موتور برق استفاده کرد که آنرا روی نوعی قایق به نام دوبه نصب کرده بود و به این ترتیب اولین استفاده از انرژی برق رقم خورد.
میرزا حسین خان موقر بعدها نخستین کارخانه تولید برق اهواز را در ساحل شرقی کارون ساخت. این منطقه اکنون محل استقرار بانک ملی مرکزی است و روبروی ترمینال ۲۴ متری کنونی اهواز می‌باشد. از آن زمان اهواز دارای برق شد و خانواده‌های نقشینه، حاجی خان دولتی، مرتضوی، جزایری، علوی، فتحی و شاهرودی که دارای تمکن مالی بودند منازل و معابر منتهی به منازل خود را با استفاده از روشنایی برق کارخانه روشن ساختند. با توجه به اینکه در آن زمان هنوز کنتور نیز استفاده نمی‌شد، روش محاسبه بهای برق نیز به این صورت بود که با توجه به تعداد شعله‌های برق (لامپ) و تعداد چراغ برق از مشترکان مبالغی دریافت می‌شد.